# Molón
Molón (griego: Mόλων; muerto en 220 a. C.) fue un general y sátrapa del rey seléucida Antíoco III el Grande (223-187 a. C.).
Ocupaba la satrapía de Media al advenimiento de este monarca, tras lo que Antíoco le confirió a él y a su hermano Alejandro el gobierno de las provincias superiores de su Imperio. Pero su odio a Hermias, ministro del rey, pronto llevó a ambos a la rebelión: los dos generales que se enviaron al principio contra ellos no fueron capaces de oponerse a su avance, y Molón se encontró a la cabeza de un gran ejército y dueño de todo el país al este del río Tigris. Sin embargo, su intento de cruzar el río fue frustrado hasta que Jenitas, general de Antíoco, fue enviado contra él, se aventuró al otro lado del río y fue sorprendido por Molón, que acabó con su ejército. El sátrapa rebelde cruzó entonces el Tigris y se hizo dueño de la ciudad de Seleucia del Tigris, así como la totalidad de Babilonia y Mesopotamia.
El formidable carácter que la insurrección había tomado terminó de convencer al mismísimo Antíoco de marchar en persona contra los rebeldes. Tras invernar en Nísibis, cruzó el Tigris y avanzó hacia el sur contra Molón, que marchó desde Babilonia a su encuentro. Se produjo una batalla campal, en la que la deserción del ala derecha de las tropas rebeldes decidió la victoria real. Molón se suicidó para evitar caer en manos de su enemigo, pero su cuerpo fue crucificado por orden de Antíoco, o más probablemente de su ministro Hermias.